# Risti
Risti je městečko v estonském kraji Läänemaa, samosprávně patřící do obce Lääne-Nigula.

## Galerie

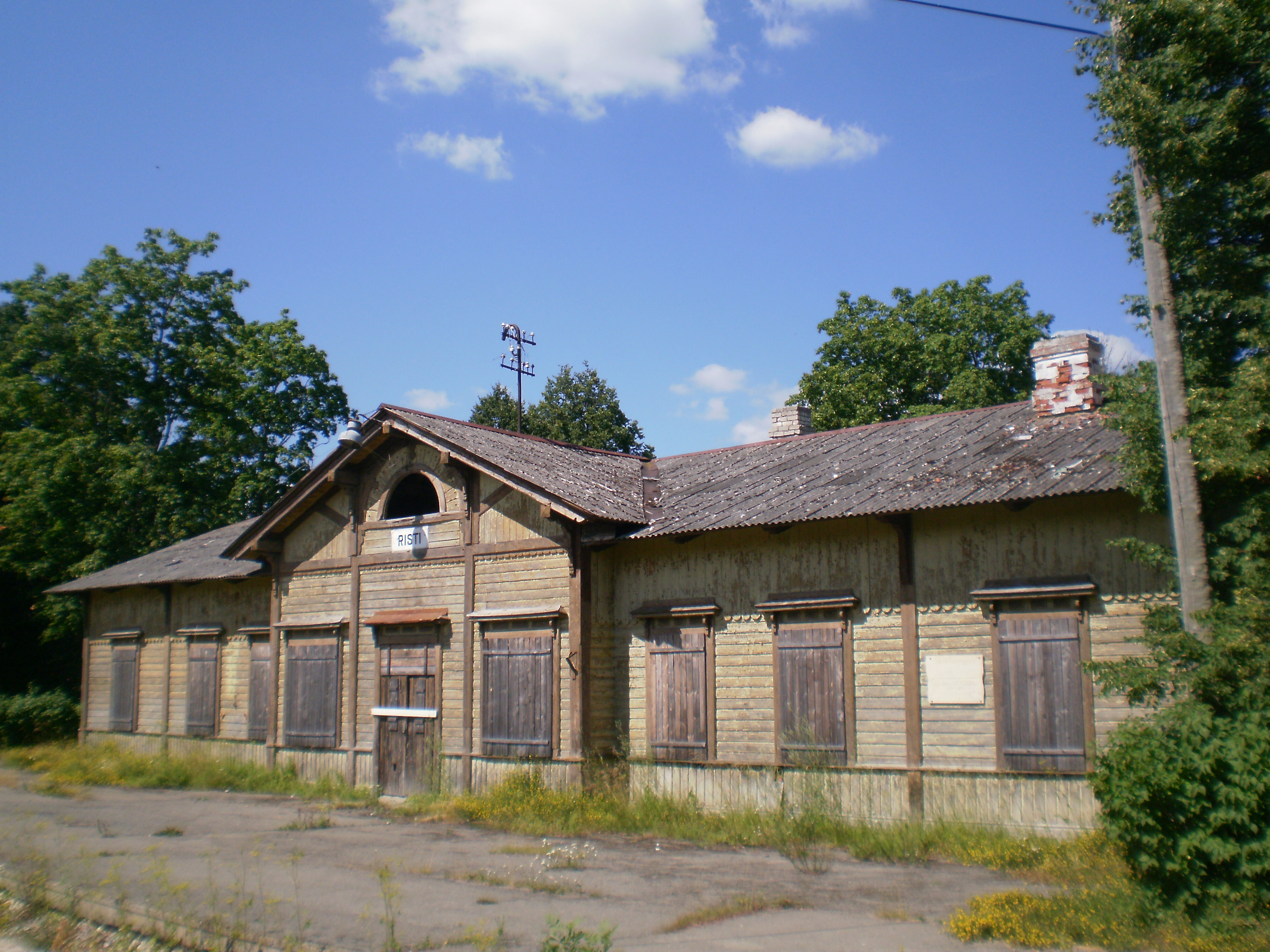
Bývalé nádraží
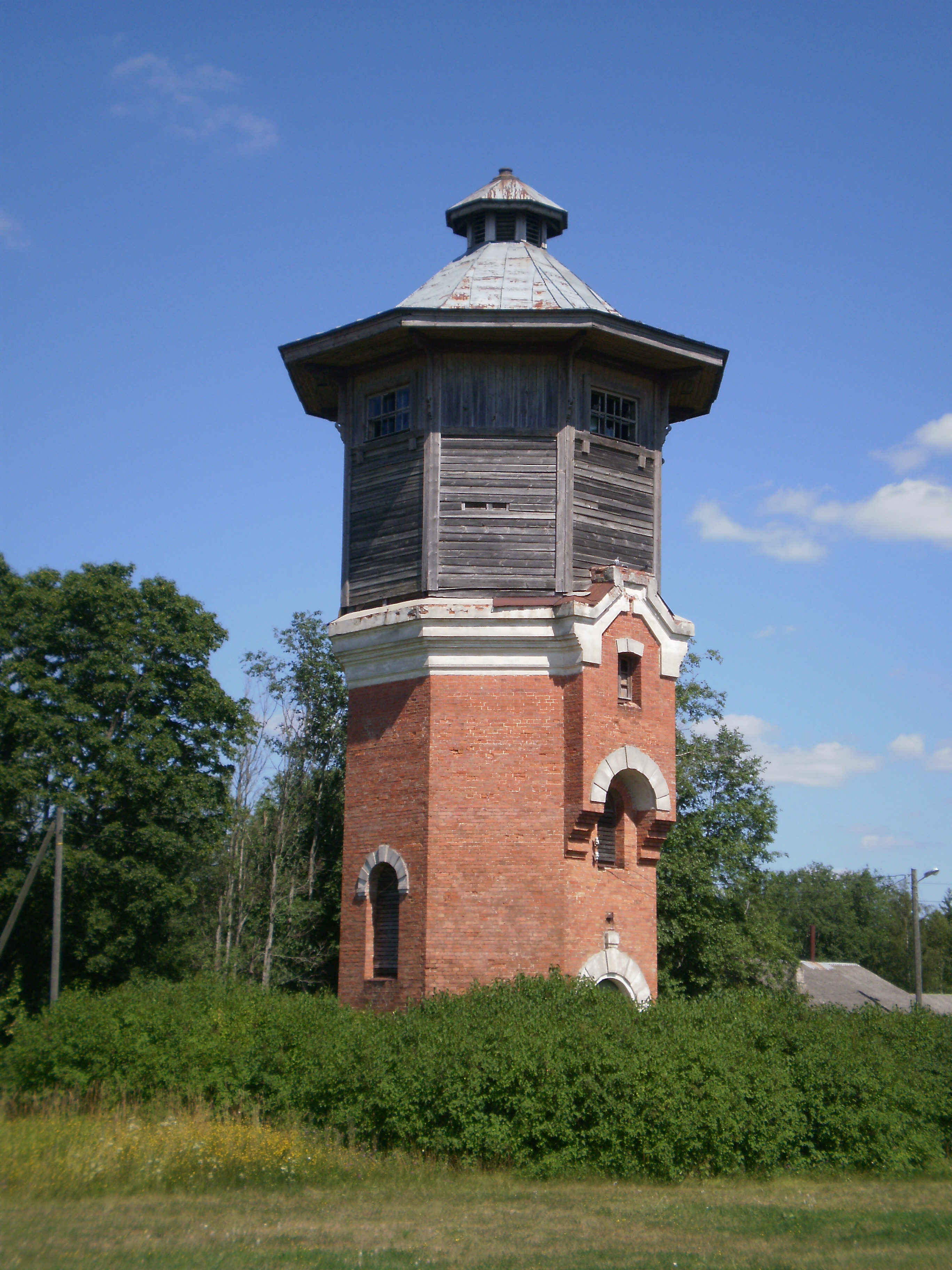
Nádražní vodárna
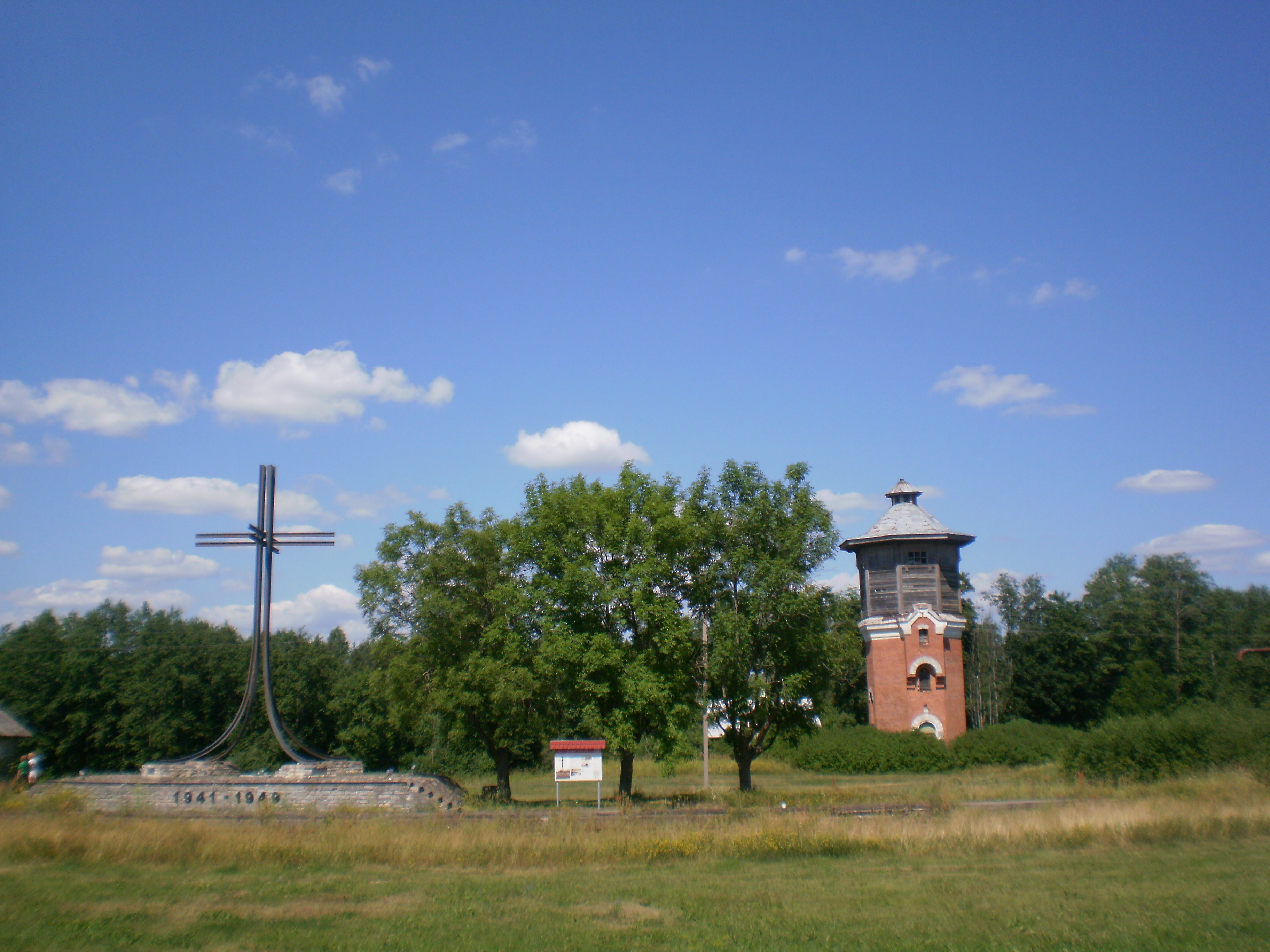
Pomník obětem sovětských deportací u ristijského nádraží